# Marphysa hemasoma
Marphysa hemasoma är en ringmaskart som beskrevs av Jean Louis Armand de Quatrefages de Bréau 1866. Marphysa hemasoma ingår i släktet Marphysa och familjen Eunicidae. Inga underarter finns listade i Catalogue of Life.